# Touring Kirol Elkartea
El Touring Kirol Elkartea és un club de futbol basc, de la ciutat de Errenteria (Guipúscoa). Fou fundat al 1923 i juga actualment a la Tercera Divisió espanyola, sent la Segona Divisió B la màxima categoria a la que el club ha aconseguit ascendre.